# Bataille de Guleshan

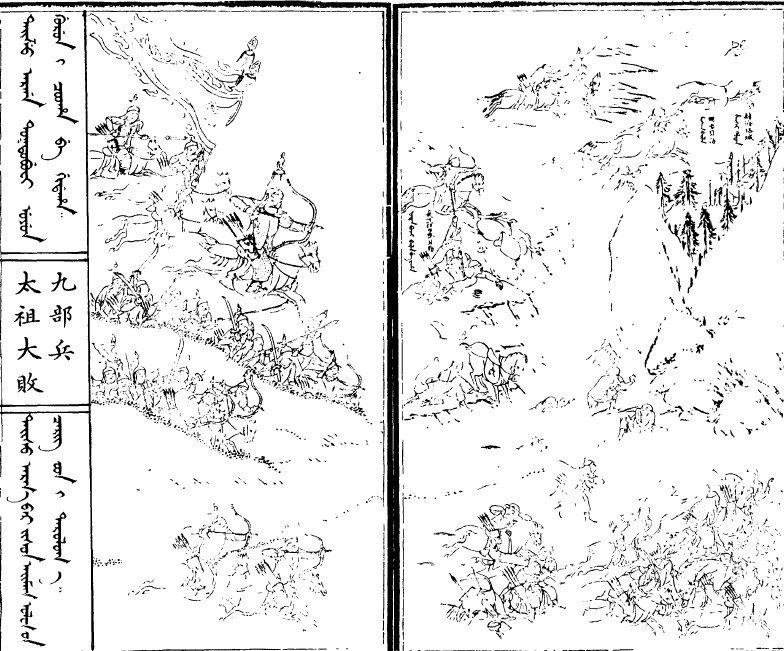

La bataille de Guleshan (chinois : 古勒山之战 ; pinyin : gǔlèshān zhī zhàn), parfois écrit Bataille de Gure, est une bataille qui eut lieu en 1593, vers la fin de la dynastie Ming. Elle fut une étape décisive pour les Jurchens (mandchous) de la dynastie des derniers Jin, sous la direction de Nurhachi (努尔哈赤) dans la prise de contrôle de la Chine et les fondations de la Dynastie Qing. Elle change les relations de puissance des Jurchens de Jianzhou (建州女真) et des Jürchens Haixi (海西女真).